# Ernest Barker

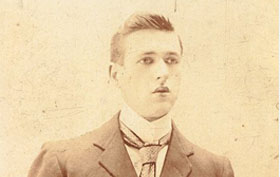
Ernest Barker en la década de 1890.

Ernest Barker (1874-1960) fue un politólogo británico. En 1928 se convirtió en Profesor de Ciencia Política en la Universidad de Cambridge recibiendo el título de caballero en 1944. De orígenes familiares de clase obrera en Cheshire, consiguió una beca a la Universidad de Oxford y estudió un breve tiempo en la Escuela de Londres de Economía. También fue el director del King's College de Londres entre 1920 y 1927.
En 1927 se casó con Olivia Stuart Horner. Falleció en 1960.

## Obra (en inglés)
- Political Thought in England from Herbert Spencer to To-day: 1848-1914 (1915)
- Greek Political Theory: Plato and his Predecessors (1918)
- Ireland in the last Fifty Years, 1866-1918 (1919)
- Britain and the British People (1942)
- Reflections on Government (1942)
- Principles of Social and Political Theory (1951)
- Essays on Government (1951)
- Social Contract: Essays by Locke, Hume, and Rousseau
- The European Inheritance
- The Politics of Aristotle
- Age and Youth: Memories of Three Universities and the Father of Man
- Character of England